# Лига Наций
Ли́га На́ций (англ. League of Nations, фр. Société des Nations, исп. Sociedad de las Naciones) — международная организация, основанная в результате Версальско-Вашингтонской системы Версальского соглашения в 1919—1920 годах. В период с 28 сентября 1934 года по 23 февраля 1935 года в Лигу Наций входило максимальное количество государств — 58. Цели Лиги Наций включали в себя: разоружение, предотвращение военных действий, обеспечение коллективной безопасности, урегулирование споров между странами путём дипломатических переговоров, а также улучшение качества жизни на планете. Прекратила своё существование в 1946 году.

## Название
Данное название носит характер кальки с английского в большинстве славянских языков (англ. League of Nations, пол. Liga Narodów, чеш. Společnost národů, серб. Друштво народа). В большинстве романских языков и болгарском языке перевод названия соответствует смыслу «Общество наций» (фр. Société des Nations, итал. Società delle Nazioni, исп. Sociedad de las Naciones, порт. Sociedade das Nações, рум. Societatea Națiunilor, болг. Общество на народите), в большинстве германских языков — «Союз народов» (нем. Völkerbund, з.-фриз. Folkebûn, нидерл. Volkenbond, дат. Folkeforbundet, швед. Folkförbundet, норв. Folkeforbundet, исл. Þjóðabandalagið), в большинстве финно-угорских языков — «Союз наций» (фин. Kansainliitto, эст. Rahvasteliit, венг. Nemzetek Szövetsége).

## Основание и история
Основные принципы мирного сообщества наций были сформулированы в 1795 году Иммануилом Кантом, который в своём политико-философском трактате «К вечному миру» описал культурные и философские основы будущего объединения народов и тем самым выразил идею Лиги Наций, которая могла бы осуществлять контроль конфликтных ситуаций и прилагала бы усилия к сохранению и укреплению мира между государствами.
Несмотря на то, что решение об учреждении Лиги Наций хронологически стало первым из принятых на Парижской конференции, именно оно подводило окончательный итог многотрудной работе по формированию новой системы международных отношений. Это решение отражало стремление народов к справедливому, цивилизованному миропорядку, поэтому его следует отнести к наиболее значимым успехам держав-победительниц. Вместе с тем, панегирическая оценка Лиги Наций, которая часто встречается в западной исторической литературе, столь же далека от реальной действительности, как и крайне негативная её характеристика, содержавшаяся в советской историографии. Как и остальные крупные постановления Парижской мирной конференции, создание и функционирование Лиги Наций носило двойственный характер. С одной стороны, провозглашалась благородная цель «развития сотрудничества между народами и достижения международного мира и безопасности». Но, с другой стороны, Лига Наций была призвана охранять не какой-то абстрактный мир, а тот международный порядок, в котором преобладающими являлись интересы его организаторов — стран Антанты и союзных с ними государств. К тому же правительственные круги ведущих мировых держав — Англии и Франции — изначально не рассматривали Лигу Наций как главный «инструмент мира», больше полагаясь на традиционные дипломатические и, при необходимости, военные средства. Все это не только превращало вновь созданную организацию в своего рода орудие по реализации внешнеполитических установок держав-победительниц, не только снижало эффективность её воздействия на мировую политику, но и в известном смысле обрекало её на бессилие в разрешении насущных международных проблем. Противоречивость исходных принципов не могла не отразиться на Уставе, структуре и практической деятельности Лиги Наций.
Разработанный комиссией под председательством президента США, Устав был подписан в 1919 году представителями 44 государств. Он включал в себя 26 статей. Анализ их содержания не позволяет согласиться с Вудро Вильсоном, который считал Устав панацеей от всех войн и конфликтов, от «мировых сил зла».

## Языки и символы
Официальными языками Лиги Наций были французский и английский. Лигой также серьёзно рассматривался вопрос учреждения в качестве рабочего языка эсперанто.
Лига Наций не принимала ни официального флага, ни логотипа. Предложения по принятию официального символа выдвигались начиная с 1920 года, однако государства-члены так и не достигли соглашения.

## Основные органы

### Секретариат и Ассамблея
Сотрудники Лиги в секретариате отвечали за подготовку повестки дня Совета и Ассамблеи и публиковали отчёты о заседаниях, а также за другие вопросы, действуя как гражданская служба для Лиги. Ассамблея была местом встречи всех государств-членов, при этом каждое государство имело право на трёх представителей и один голос.

### Совет
Совет Лиги действовал как тип исполнительного органа руководства Ассамблеи. Изначально Совет Лиги Наций включал четырёх постоянных участников (Великобритания, Франция, Италия, Япония) и четырёх непостоянных участников, которые были избраны Собранием в течение трёхлетнего периода. Первыми четырьмя непостоянными участниками были Бельгия, Бразилия, Греция и Испания. США должны были быть пятым постоянным членом, но американский сенат проголосовал 19 марта 1920 года против ратификации Версальского договора, таким образом предотвращая американское участие в Лиге.
В 1926 году к четырём постоянным членам совета присоединилась Германия. В 1933 году Германия и Япония вышли из Лиги Наций. В 1934 году постоянным членом совета стал, вошедший в том же году в Лигу, Советский Союз. В 1937 году Лигу покинула Италия. В 1939 году Советский Союз был исключён из Лиги Наций. Таким образом, с 1939 года и до роспуска Лиги Наций, в Совете Лиги остались лишь 2 постоянных члена: Великобритания и Франция.

### Другие органы
Лига наблюдала за Постоянной палатой международного правосудия и несколькими другими агентствами и комиссиями, созданными для решения международных проблем. Они включали Комитет по изучению правового статуса женщин, Комиссию разоружения, Организацию здравоохранения, Международную организацию труда, Комиссию мандатов, Международную комиссию по интеллектуальному сотрудничеству (предшественник ЮНЕСКО), Постоянный центральный опийный совет, Комиссию для беженцев и Комиссию по рабству. Несколько из этих учреждений были переданы Организации Объединённых Наций после Второй мировой войны — Международная организация труда, Постоянная палата международного правосудия (как Международный суд) и Организация здравоохранения (реструктурированная как Всемирная организация здравоохранения) стали учреждениями ООН.

#### Организация здравоохранения
Организация здравоохранения Лиги состояла из трёх органов — Бюро здравоохранения, содержащее постоянных представителей Лиги, исполнительного раздела Общего консультативного совета или Конференции, состоящей из медицинских экспертов, и комитета здравоохранения. Целью Комитета являлись проведение расследований, надзор за функционированием Лиги здоровья и получение готовых работ, которые должны быть представлены на рассмотрение Совету. Организация здравоохранения также успешно работала с правительством Советского Союза в целях предотвращения эпидемий тифа, включая организацию крупной просветительской кампании по поводу этой болезни.

#### Международная организация труда
В 1919 году Международная организация труда (МОТ) была создана как часть Версальского соглашения и стала частью операций Лиги. Её первым директором был Альбер Тома. МОТ успешно ограничила использование свинца в красках и убедила несколько стран принять восьмичасовой рабочий день и рабочую неделю в сорок восемь часов. Она также работала над тем, чтобы положить конец детскому труду, расширить права женщин на рабочем месте и установить ответственность судовладельцев за транспортные происшествия с участием моряков. Эта организация продолжила существование и после расформировании Лиги, войдя в состав Организации Объединённых Наций в 1946 году.

#### Постоянный центральный опийный совет
Лига хотела отрегулировать торговлю наркотиками и учредила Постоянный центральный опийный совет, чтобы контролировать статистическую систему управления, введённую вторым Международным опийным соглашением, которое добилось запрета производства, изготовления, торговли и розничной продажи опиума и его побочных продуктов. Совет также установил систему свидетельств импорта и экспортных разрешений для законной международной торговли наркотиками.

#### Комиссия по вопросам рабства
Комиссия по вопросам рабства стремилась искоренить рабство и торговлю людьми во всём мире и боролась с проституцией. Её основным успехом являлось давление на правительства, которые управляли переданными под мандат странами, чтобы положить конец рабству в этих странах. Лига обеспечила обязательство Эфиопии отменить рабство как условие членства в 1926 году и работала с Либерией над отменой принудительного труда и межплеменного рабства. Она также преуспела в том, чтобы уменьшить показатель смертности рабочих, строящих железную дорогу Танганьики, с 55 % до 4 %. Отчёты были сведены к контролю рабства, проституции и торговли женщинами и детьми.

#### Комиссия по делам беженцев
Под руководством Фритьофа Нансена, Комиссия по делам беженцев заботилась о беженцах, включая наблюдение за их репатриацией и, когда необходимо, переселение. В конце Первой мировой войны было два-три миллиона экс-военнопленных, разбросанных по всей России — в течение двух лет с момента основания комиссии, в 1920 году, она помогла 425 тыс. из них вернуться домой. Она также учредила Нансеновский паспорт в качестве средства идентификации лиц без гражданства.

#### Комитет по исследованию правового статуса женщин
Комитет по исследованию правового статуса женщин стремился расследовать положение женщин во всём мире. Он был образован в апреле 1938 и распался в начале 1939 года. Среди участников комитета была Сюзанна Бастид (Франция), M. de Ruelle (Бельгия), Anka Godjevac (Югославия), Харольд Кук Гаттеридж (Великобритания), Керстин Хессельгрен (Швеция), Дороти Кеньон (Соединённые Штаты), М. Paul Sebastyen (Венгрия) и Хью МакКиннон Вуд (Великобритания).

## Государства-члены
Между 1920 и 1946 годом в общей сложности 63 страны стали членами Лиги Наций. Пакт Лиги Наций был включён в состав Версальского договора и вступил в силу 10 января 1920 года. США, Хиджаз и Эквадор, подписавшие Устав (Пакт) Лиги Наций, не успели ратифицировать его к этой дате. В итоге США и Хиджаз так и не вступили в организацию (в 1926 году Хиджаз был поглощён Недждом), а Эквадор сумел вступить в Лигу Наций лишь в 1934 году. Лига Наций была ликвидирована 20 апреля 1946 года, когда её активы и обязательства были переданы в ООН.

### Страны-основатели

#### Постоянные члены Совета Лиги
- Великобритания
- Италия (вышла 11 декабря 1937 года)[п 1]
- Франция (вишистское правительство 18 апреля 1941 года вывело страну из организации, что не было признано движением «Свободная Франция»)
- Япония (вышла 27 марта 1933 года)[п 2]

#### Другие страны-основатели
- Австралия
- Аргентина (членство прекращено в 1921 году в связи с заявлением Аргентины о необходимости принятия в Лигу Наций всех государств мира, полноправное членство было возобновлено 26 сентября 1933 года)
- Бельгия
- Боливия
- Бразилия (вышла 14 июня 1926)
- Британская Индия
- Венесуэла (вышла 12 июля 1938)
- Гаити (исключена в апреле 1942)
- Гватемала (вышла 26 мая 1936)
- Гондурас (вышел 10 июля 1936)
- Греция
- Дания (вышла в июле 1940)
- Испания (вышла в мае 1939)
- Канада
- Китайская Республика
- Колумбия
- Куба
- Либерия
- Нидерланды
- Никарагуа (вышла 27 июня 1936)
- Новая Зеландия
- Норвегия
- Панама
- Парагвай (вышел 23 февраля 1935)
- Персия (с 1935 — Иран)
- Перу (вышло 8 апреля 1939)
- Польша
- Португалия
- Румыния (вышла в июле 1940)
- Сиам (с 1939 — Таиланд)
- Сальвадор (вышел 11 августа 1937)
- Уругвай
- Чехословакия (членство прекращено 15 марта 1939 в связи с Немецкой оккупацией Чехословакии)
- Чили (вышло 14 мая 1938)
- Швейцария
- Швеция
- ЮАС
- Королевство сербов, хорватов и словенцев (с 1929 — Королевство Югославия; вышла 17 апреля 1941, членство было восстановлено в октябре 1944)

### 1920-е годы
- Австрия (присоединилась 15 декабря 1920; членство прекращено 13 марта 1938)
- Болгария (присоединилась 16 декабря 1920)
- Коста-Рика (присоединилась 16 декабря 1920; вышла 22 января 1925)
- Люксембург (присоединился 16 декабря 1920; членство прекращено 30 августа 1942)
- Финляндия (присоединилась 16 декабря 1920)
- Албания (присоединилась 17 декабря 1920; членство прекращено 9 апреля 1939)
- Латвия (присоединилась 22 сентября 1921; членство прекращено 5 августа 1940)
- Литва (присоединилась 22 сентября 1921; членство прекращено 3 августа 1940)
- Эстония (присоединилась 22 сентября 1921; членство прекращено 6 августа 1940)
- Королевство Венгрия (присоединилась 18 сентября 1922; вышла 14 апреля 1939)
- Ирландия (присоединилась 10 сентября 1923)
- Эфиопия (присоединилась 28 сентября 1923; членство прекращено 9 мая 1936)
- Доминиканская Республика (присоединилась 29 сентября 1924)
- Германия (присоединилась 8 сентября 1926; вышла 20 октября 1933)

### 1930-е годы
- Мексика (присоединилась 23 сентября 1931)
- Турция (присоединилась 18 июля 1932)
- Ирак (присоединился 3 октября 1932)
- СССР (присоединился 18 сентября 1934 и был признан постоянным членом Совета Лиги; исключение из Лиги Наций 14 декабря 1939)
- Афганистан (присоединился 27 сентября 1934)
- Эквадор (присоединился 28 сентября 1934)
- Египет (присоединился 26 мая 1937)

## Мандатная территория
Мандаты Лиги Наций были установлены согласно статье 22 Соглашения Лиги Наций. Мандатные территории были прежними колониями Германской и Османской империй, которые были взяты под наблюдение Лигой после Первой мировой войны. Постоянная Комиссия мандатов контролировала Мандаты Лиги Наций, а также организовывала плебисциты на спорных территориях так, чтобы жители могли решить, к какой стране они желают присоединиться.

## Решение территориальных проблем
Последствия Первой мировой войны оставили много вопросов, которые требовали урегулирования между государствами, в том числе точное положение национальных границ. Большинство этих вопросов было рассмотрено союзными державами в таких органах, как Высший совет союзников. Союзники, как правило, обращались к Лиге только с особо трудными вопросами. Это означало, что в течение первых трёх лет 1920-х Лига играла небольшую роль в устранении последствий суматохи, последовавшей после войны.
Поскольку Лига развивалась, её роль расширилась и к середине 1920-х она стала центром международной деятельности. Это изменение может быть замечено в отношениях между Лигой и лицами, не являющимися членом каких-либо организаций. Например, СССР и Соединённые Штаты Америки всё больше и больше работали с Лигой. В течение второй половины 1920-х Франция, Великобритания и Германия использовали Лигу Наций как центр их дипломатической деятельности, и министры иностранных дел этих стран посетили встречи Лиги в Женеве в этот период. Они также использовали органы Лиги, чтобы попытаться улучшить отношения и уладить разногласия.

## Мир и безопасность
В дополнение к территориальным спорам, Лига также попыталась вмешаться в другие конфликты между нациями. Среди её успехов были попытки бороться с международной торговлей опиумом и сексуальным рабством и её работа по облегчению положения беженцев в период к 1926 году. Одним из её нововведений в этой последней области было введение паспорта Нансена — первого всемирно признанного удостоверения личности для не имеющих гражданства беженцев. Многие из успехов Лиги были достигнуты её различными агентствами и комиссиями.

### Чакская война
Лига наций вмешалась в боливийско-парагвайский конфликт в августе 1933 года, когда Совет Лиги направил приглашения стать посредниками в урегулировании территориального спора Аргентине, Бразилии, Чили и Перу. Однако проект урегулирования, предложенный этими странами, не устроил Боливию и Парагвай, потому все 4 посредника отказались уже в сентябре 1933 года от урегулирования. Почти 2 года Лига наций тщетно пыталась урегулировать конфликт, но в мае 1935 года отказалась от этой работы, и посредничество перешло к группе американских стран (США, Аргентина, Бразилия, Чили, Перу и Уругвай).

### Советско-финляндская война
14 декабря 1939 г. в штаб-квартире Лиги Наций в Женеве (Швейцария) была принята резолюция Ассамблеи и постановление Совета об исключении Советского Союза из Лиги Наций за вторжение в Финляндию.
В результате нападения на Финляндию СССР был исключён из Лиги Наций. Непосредственным поводом к исключению послужили протесты международной общественности из-за бомбардировок советской авиацией финских гражданских объектов.

## Демилитаризация и неспособность предотвращения Второй мировой войны
Статья 8 соглашения Лиги поставила перед ней задачу сокращения вооружений к минимальным объёмам, совместимым с национальной безопасностью. Большое количество времени и сил Лиги было посвящено разоружению, даже при том, что много правительств-членов сомневались, что такое обширное разоружение могло быть достигнуто вообще.
Силы союзников имели обязательства по Версальскому договору, ограничивающему их силы, введённым в отношении побеждённых стран; это было названо первым шагом в направлении разоружения во всём мире. Члены Лиги Наций придерживались различных взглядов на демилитаризацию. Французы отказывались уменьшать свои военные силы без гарантии военной помощи, если они подвергнутся нападению, Польша и Чехословакия чувствовали себя уязвимыми для нападения с запада. Страх перед нападением увеличился, поскольку Германия восстановила силы после Первой мировой войны, особенно после того, как Адольф Гитлер получил власть и стал канцлером.
Через 10 лет после своего создания Лига столкнулась с первой неразрешимой проблемой. В 1931 году Япония начала войну с Китаем. Лига Наций оказалась бессильна, в том регионе самым мощным был флот США, а Соединённые Штаты не состояли в организации, а значит оказать влияние на конфликт Лига не могла. Генеральный секретарь Джеймс Драммонд понял, что бессилен, и подал в отставку.
В 1933 году Германия и Япония заявили о выходе из Лиги Наций, Италия последовала их примеру в 1937 году, после этого постановления Лиги уже не могли действовать на эти страны. Всё это лишило смысла пункты Статута о сокращении военных сил членов Лиги Наций, об обмене между ними информацией о своих военных потенциалах, и контролю над производством и торговлей оружием. Общие вооруженные силы Лиги Наций так и не были созданы.
В 1938—1939 годах Лига не реагировала на то, что Германия захватила Австрию, Чехословакию, Клайпедский край и напала на Польшу, что стало началом Второй мировой войны, а также на то, что Италия аннексировала Албанию.
Лига Наций хоть и не прекращала своей деятельности во время Второй мировой войны, но никаких реальных шагов к её прекращению не делала по целому ряду причин. Основные игроки на международной арене: Сталин и Гитлер управляли странами которые не состояли в Лиге и не желали идти на уступки путем переговоров. Кроме бесполезной в том случае дипломатии, других рычагов воздействия на них не нашлось. После падения Франции — крупного арбитра в международных конфликтах, работа Лиги была практически приостановлена. Секретариат Лиги остался в Женеве (Швейцария), которая опасалась вторжения Германии и была окружена немецкими сателлитами. Некоторые сотрудники Лиги Наций работали в офисах, открытых в Лондоне, Вашингтоне, и даже в кампусе Принстонского университета в США, но их деятельность можно было назвать пустой формальностью. Причиной упразднения Лиги Наций стала именно неспособность предотвратить и остановить Вторую мировую войну.

## Роспуск Лиги Наций
Решение о ликвидации Лиги Наций было принято единогласно представителями 34 стран, которые участвовали в последнем заседании Генеральной ассамблеи. Решение также установило дату ликвидации Лиги: на следующий день после закрытия сессии. 19 апреля 1946 года председатель Ассамблеи, Карл Й. Хамбро из Норвегии, заявил, что «двадцать первая и последняя сессия Генеральной ассамблеи Лиги Наций закрыта». В результате Лига Наций прекратила своё существование 20 апреля 1946 года.

## Комментарии
1. ↑  Вышла вследствие осуждения из-за вторжения в Эфиопию.
2. ↑  Вышла из-за осуждения Лигой японского вторжения и оккупации Маньчжурии.